# Bayes Business School
Bayes Business School – jedno z pięciu kolegiów wchodzących w skład City University of London. Kolegium specializuje się w naukach o zarządzaniu i finansach. Obecnie skupia ok. 5700 studentów, z czego ok. 3400 osób stanowią magistranci i doktoranci.